# Coffea leonimontana
Espèce
Coffea leonimontana Stoff. est une espèce de plantes dicotylédones de la famille des Rubiaceae et du genre Coffea, originaire du Cameroun.

## Étymologie
L'épithète spécifique leonimontana est la latinisation du patronyme du récolteur de l'holotype, A.J.M. Leeuwenberg. 

## Distribution
Endémique du Cameroun, elle a été récoltée au bord de la route reliant Douala à Loum, au sud de Kompina.